# María Teresa Álvarez García
María Teresa Álvarez García (Candás, Asturias, 27 de octubre de 1945) es una periodista y escritora española. Estuvo casada con el general Sabino Fernández Campo, conde de Latores, hasta que su esposo falleció el 26 de octubre de 2009.

## Periodista
Licenciada en Ciencias de la Información, fue la primera mujer cronista deportiva en la radio asturiana. El 16 de septiembre de 1974 se convierte en la primera presentadora del programa regional de TVE en Asturias, Panorama Regional. Trabajó, en períodos de prácticas, en el Diario El Comercio de Gijón y colaboró con La Voz de Asturias y en las emisoras de Radio Nacional de España en Oviedo y Radio Popular en Avilés. 
En 1987 se traslada a Madrid para desempeñar la subdirección de Cultura y Sociedad de los telediarios de TVE, dejando en 1988 la información diaria para realizar documentales de temática histórica. En esta línea, dirigió:
- Viaje en el tiempo, dedicado al descubridor y conquistador de América, Cristóbal Colón
- La pequeña española, Viena 1791-1991, programa que recrea la vinculación de Wolfgang Amadeus Mozart con España
- Sefarad, la tierra más bella, sobre el pasado y el presente de los judíos sefarditas, con motivo de cumplirse los 500 años de su expulsión
- Mujeres en la Historia, con la que pudo ahondar en la explicación de la historia de un modo diferente, a través de los ojos de las mujeres.

En la Universidad Internacional Menéndez Pelayo dirigió el curso titulado Mujeres en la historia. Centrada en el mundo femenino, en 2000, vuelve a la UIMP con un nuevo semanario: El papel de la mujer en la España de los últimos 100 años.

## Escritora
En 1999 publicó su primer libro, La pasión última de Carlos V, convertido en un gran éxito de ventas. Desde entonces, son ya 15 las novelas publicadas, todas ellas dentro del género de la novela histórica y con claro protagonismo femenino:
- La pasión última de Carlos V (1999)
- Isabel II. Melodía de un recuerdo (2001)
- El secreto de Maribárbola (2004)
- Ellas mismas. Mujeres que han hecho historia contra viento y marea (2005)
- Madre Sacramento (2005)
- La comunera de Castilla (2008)
- El enigma de Ana (2009)
- Catalina de Lancaster (2009)
- La infanta Paz de Borbón (2011)
- Margarita de Parma (2013)
- La Indiana (2014)
- Urraca, reina de Asturias (2016)
- La hija de la indiana (2018)
- Juana de Castilla (2020)
- María de Magdala (2023)

Además, ha escrito un libro de viajes:
- Mis otoños en Roma (2022)